# Arne Holm
Arne Holm, född 22 december 1961, är en svensk friidrottare som tävlade i tresteg. Holm har tävlat för IK Helios, Utby IK och Ullevi FI. Han var förste svensk över 17 meter och satte vid sex tillfällen svenskt rekord utomhus, som bäst 17,05 meter. Han utsågs 1987 till Stor grabb nummer 367 i friidrott.

## Karriär (tresteg)
Under inomhussäsongen 1984 tävlade Arne Holm vid EM i Göteborg och kom då på 14:e plats i tresteg. Utomhus lyckades han den 26 augusti 1984 i Växjö slå Johan Brinks svenska rekord från 1981 med ett hopp på 16,37. 
Under inomhussäsongen 1985 vann Holm SM på 16,29. Han deltog även vid EM i Pireás där han kom på elfte plats. Under utomhussäsongen förbättrade han den 16 juni 1985 i Oslo sitt svenska rekord till 16,41. Han vann SM även utomhus detta år på 16,57.
Holm vann inne-SM i tresteg även 1986, på 16,38. Vid inne-EM i Madrid kom han femma . Den 4 maj 1986 förlorade han rekordet till Thomas Eriksson (som hoppade 16,43), men återtog det den 31 maj med ett hopp på 16,76 i Göteborg. Han förbättrade sitt rekord till 16,83 den 21 juni vid tävlingar i Luzern, och till 16,96 den 10 augusti i Helsingfors. 
1987 vann Holm inne-SM för tredje gången, på 16,87. Han kom sexa vid inne-EM i Liévin, Frankrike och han deltog vid VM i Indianapolis, USA, där han inte lyckades ta sig till final. Den 28 juni 1987 i Göteborg lyckades Holm komma över 17 meter, det nya svenska rekordet löd 17,05.
Arne Holm vann SM i tresteg inomhus även 1988, på 16,27. Han kom på 15:e plats vid inne-EM i Budapest.
1992 vann Holm sitt andra SM-guld utomhus, på 16,38.
1994 tog han sitt tredje SM-guld utomhus, denna gång på 16,90.
1995 vann Holm SM inomhus för femte gången, på 16,90. Vid inne-VM i Barcelona detta år kom han femma. Utomhus detta år var han med vid VM i Göteborg men blev utslagen i trestegskvalet.
Arne Holm var med vid inomhus-EM i Stockholm 1996 och kom då femma .